# Sasbach (Ortenau)
Pour les articles homonymes, voir Sasbach.

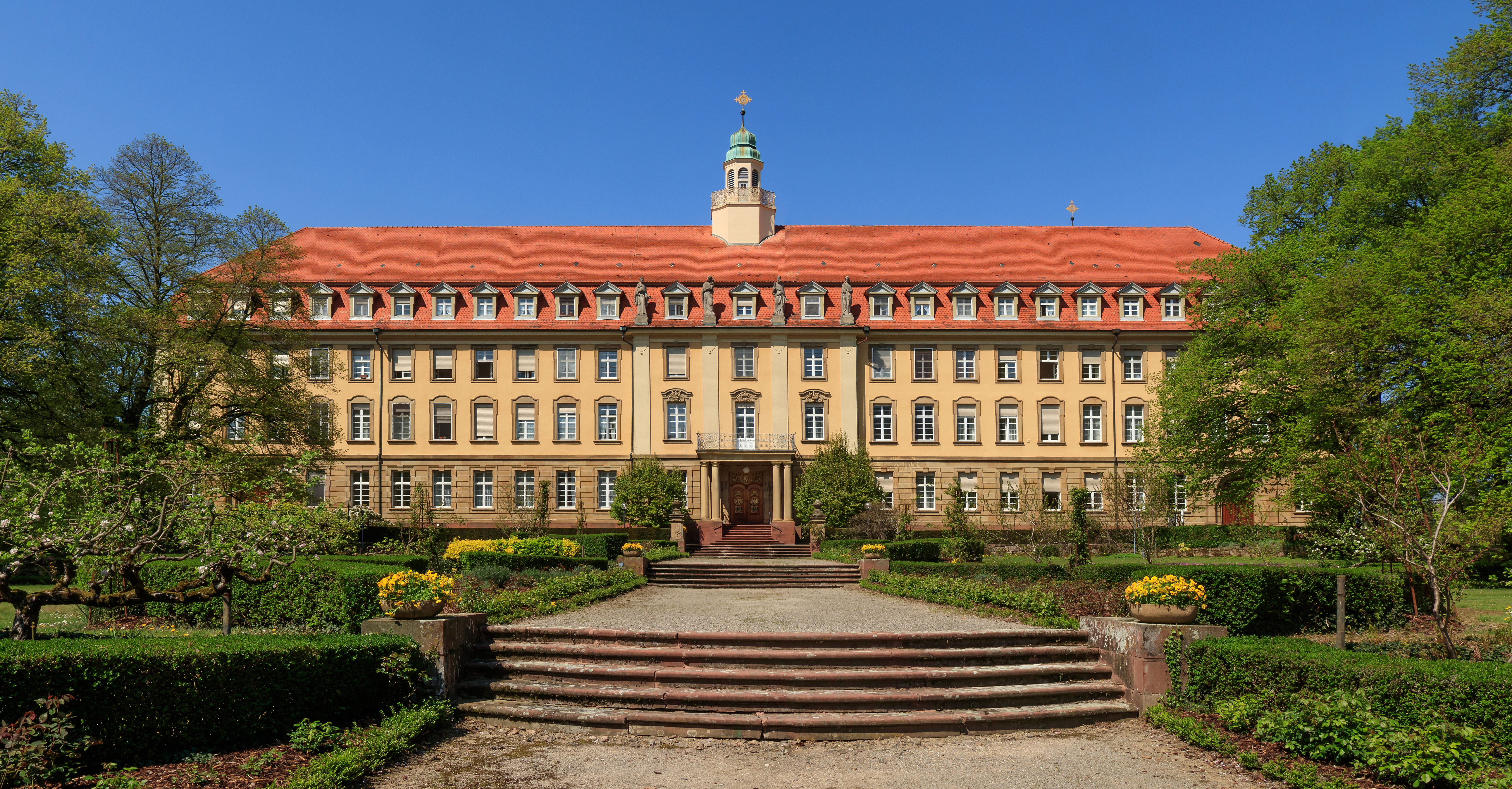
La façade sud du bâtiment de l'école des sœurs de saint François à Sasbach. Avril 2019.

Sasbach est une commune de Bade-Wurtemberg (Allemagne), située dans l'arrondissement de l'Ortenau, dans le district de Fribourg-en-Brisgau. Son nom provient de la rivière qui la traverse : le Sasbach.

## Histoire
Sasbach est mentionné pour la première fois dans la seconde moitié du XIIe siècle (Villa Sasbach). L'agglomération s'est développée le long de l'ancienne voie romaine qui reliait les villes de Strasbourg et Baden-Baden.
Son église, citée dès 1136, est placée sous le patronage de sainte Brigitte.
Obersasbach est mentionnée dans les documents pour la première fois en 1372.
Sasbach a acquis une importance historique particulière lors de la bataille du 27 juillet 1675 de la guerre de Hollande. Lors de cette bataille, les troupes de Louis XIV, commandées par le maréchal Turenne, y rencontrent les troupes impériales sous le commandement de Montecuccoli. Les troupes françaises y sont victorieuses, mais le maréchal Turenne y trouve la mort, emporté par un boulet de canon. Un obélisque et une stèle aux inscriptions française (ICI FUT TUE TURENNE), allemande (HIER IST TVRENNIVS VERTOETET WORDEN) et latine (HIC CECIDIT TVRENNIVS DIE 27 IVLII ANNI 1675) marquent l'endroit où le maréchal fut tué.
Jusqu'en 1803, Sasbach et Obersasbach font partie du Grand Chapitre de Strasbourg (seigneurie d'Oberkirch).

## Jumelages
- Marmoutier (France) depuis 1996
- Mapello (Italie)

## Sources
1. ↑  Albert Krieger, Topographisches Wörterbuch des Groβherzogtums Baden, Heidelberg, 1905.